# 君色思い
「君色思い」（きみいろおもい）は、SMAPの11枚目のシングル。1994年1月1日にビクターエンタテインメントから発売された。

## 概要
- 香取慎吾が劇中キャラクターの声優を務めたテレビ東京系アニメ『赤ずきんチャチャ』のオープニングテーマとしてタイアップされた楽曲。
- 中居正広のソロから始まる曲で、このソロはよくフジテレビ系『森田一義アワー 笑っていいとも!』でネタにされていた（その後、中居のソロで始まる曲は本作より9年後の2003年に発売となる「世界に一つだけの花」となり、それまでの曲中居のソロで始まる曲はない）。
- 中居のソロのバックはシングル（『Smap Vest』、『SMAP 25 YEARS』含む）ではギター、『SMAP 005』ではピアノ、『Cool』ではコーラスになっている。また、『SMAP 005』では木村拓哉と森且行のパートが入れ替わっている。
- 表題曲の「君色思い」には、中居、木村、森、香取にソロパートが存在しており、中居、香取が表題曲でソロパートを与えられたのは初めて。中居が前述のイントロ部分、香取は大サビ前、木村と森はサビ中のワンフレーズのソロパートがそれぞれ与えられている。
- 1994年1月7日より放映されたアニメ『赤ずきんチャチャ』オープニングテーマとして使われたが、映像ソフトの発売元が、SMAPのCDの専属契約会社であるビクターではなくキングレコードだったことから、キング・ビクター・SMAPの所属事務所であるジャニーズ事務所の三社間の合意が得られなかったため、同アニメのLD・DVD版[1]では沢田聖子がカバーしたバージョンに差し替えられており（なお、沢田版の編曲は戸塚修が行っており、本作のエンディングテーマも沢田聖子が歌っている）、2021年8月にdアニメストアで同作の配信が始まるまでは公式手段においてSMAPが歌うオリジナルバージョンを視聴する機会は失われていた。
- 「$10」、「KANSHAして」、「青いイナズマ」といった林田健司の楽曲がSMAPによってカヴァーされている中で、この曲が唯一の林田からの提供曲で、後、1997年に林田もアルバム『東洋一』にてセルフカバーしている。加えて、チャチャ役の鈴木真仁も同曲をカヴァーしており、アニメでも挿入歌として使われた。

## 収録曲
1. 君色思い
作詞･作曲:林田健司 / 編曲:CHOKKAKU
  - テレビ東京系アニメ『赤ずきんチャチャ』オープニング・テーマ
2. 忘れないでよ
作詞:小倉めぐみ / 作曲･編曲:CHOKKAKU
  - SMAP主演 VHS/DVD『SMAP VIDEO はじめての夏』挿入歌
3. 君色思い（オリジナル・カラオケ）
4. 忘れないでよ（オリジナル・カラオケ）

## 収録アルバム
- SMAP 005（#1）
  - アルバム・バージョンを収録。
- Cool（#1）
  - 別アルバム・バージョンを収録。
- SMAPPIES - Rhythmsticks（#1）
  - インストゥルメンタル・バージョンを収録。
- Smap Vest（#1）
- SMAP 25 YEARS（#1）

## 映像作品
君色思い
- SEXY SIX SHOW
- 1997 SMAP LIVE ス
  - 5人体制 初披露
- Smap! Tour! 2002!
- SMAPとイッちゃった! SMAP SAMPLE TOUR 2005
- Mr.S "saikou de saikou no CONCERT TOUR"
- Clip! Smap! コンプリートシングルス（ライブ映像）